# ブラックアウト・ケーキ
ブラックアウト・ケーキ（英語: blackout cake）とは、アメリカ合衆国で考案されたチョコレートケーキの一種であり、ブルックリン・ブラックアウト・ケーキと呼ばれることもある。

## 概要
三層のチョコレートケーキ生地とチョコレート・プディングを相互に重ね、ケーキの表面にチョコレートプディングかチョコレートのアイシングを塗り、残ったチョコレートケーキの生地から作るクラムをまぶしたケーキである。第二次世界大戦中にブルックリンのベーカリーチェーンであるエビンガーズで考案され、ブルックリン海軍工廠を防衛するための灯火管制にちなんでいる。エビンガーズのブラックアウト・ケーキは非常に人気があり、ブルックリンの住民に親しまれる名物となり、チェーン店舗の数は50に達したものの、1972年4月2日に閉店した。エビンガーズが閉店した後も、ブルックリンなどのベーカリーがそれぞれの店ごとの工夫を凝らしたブラックアウト・ケーキを作り続けている。
戦後、ブラックアウト・ケーキの名称は非常に濃厚なチョコレートケーキに残り、アメリカ中西部全域に広まった。停電（blackout）を意味する単語を冠しているため、他のチョコレートケーキにこの名前がつけられることがあるが、一般的にブラックアウト・ケーキというと、エビンガーズ発祥の上記のチョコレートケーキを指す。